# Municipio de River (condado de Grant)
El municipio de River (en inglés: River Township) es un municipio ubicado en el condado de Grant en el estado estadounidense de Arkansas. En el año 2010 tenía una población de 1223 habitantes y una densidad poblacional de 20,07 personas por km².

## Geografía
El municipio de River se encuentra ubicado en las coordenadas 34°19′44″N 92°33′15″O / 34.32889, -92.55417. Según la Oficina del Censo de los Estados Unidos, el municipio tiene una superficie total de 60.92 km², de la cual 60,77 km² corresponden a tierra firme y (0,24 %) 0,15 km² es agua.

## Demografía
Según el censo de 2010, había 1223 personas residiendo en el municipio de River. La densidad de población era de 20,07 hab./km². De los 1223 habitantes, el municipio de River estaba compuesto por el 89,62 % blancos, el 8,83 % eran afroamericanos, el 0,49 % eran amerindios, el 0,57 % eran de otras razas y el 0,49 % eran de una mezcla de razas. Del total de la población el 1,39 % eran hispanos o latinos de cualquier raza.